# Catharina Cramer (Unternehmerin)
Catharina Cramer amtlich Eva-Catharina Cramer (* 14. Februar 1978 in Warstein) ist eine deutsche Unternehmerin. Cramer ist Eigentümerin der Warsteiner Gruppe, welche sie von ihrem Vater Albert Cramer übernahm.

## Leben
Eva-Catharina Cramer ist die jüngste von drei Töchtern von Albert Cramer (1943–2012) und seiner Frau Marianne. Ihr Vater Albert war Alleineigentümer der Warsteiner Brauerei. Sie hat zwei ältere Schwestern, Marie-Christina und Ann-Josephine. Cramer besuchte das Gymnasium der Abtei Königsmünster in Meschede, danach studierte sie an der European Business School in London. Sie absolvierte zahlreiche Praktika im Bereich Investmentbanking, unter anderem bei JPMorgan Chase, wo sie 2002 einstieg. Sie arbeitete zeitweise auch für das Marktforschungsinstitut Ipsos in Paris. 2005/2006 arbeitete Cramer in der Kölner Niederlassung des Spirituosenherstellers Pernod Ricard als Produktmanagerin für die Liköre Ramazotti und Becherovka.
Im Jahre 2003 stieg sie in  neunter Generation ins Familienunternehmen Warsteiner ein. Ihre Schwestern hatten kein Interesse am Unternehmen und bereits 2002 einem Erbschaftsverzicht zugestimmt.

## Familie
Cramer ist seit 2012 mit Frank Cramer (geb. Raddue), einem Bauunternehmer,
verheiratet. Das Paar hat einen Sohn (* 2013) und eine Tochter (* 2015) und lebt in Warstein.